# Svjetsko prvenstvo u podvodnom ribolovu
Svjetsko prvenstvo u podvodnom ribolovu organizira CMAS. Prvo je održano 1957. godine u Malom Lošinju. Na temelju pojedinačnih rezultata određuju se i momčadski pobjednici. Svjetsko prvenstvo isprva je održavano svake godine, a potom se ustalio dvogodišnji ritam.

## Svjetski prvaci (pojedinačno)
- 1957. Mario Catalani (Italija)
- 1958. Jules Corman (Francuska)
- 1959. Terry Lents (SAD)
- 1960. Bruno Hermany (Brazil)
- 1961. Jose Gomis (Španjolska)
- 1963. Bruno Hermany (Brazil)
- 1965. Ron Taylor (Australija)
- 1967. Jean Tapu (Francuska)
- 1969. Massimo Scarpati (Italija)
- 1971. Raul Choque (Čile)
- 1973. Jose Amengual (Španjolska)
- 1975. Jean-Baptiste Esclapez (Francuska)
- 1981. Jose Amengual (Španjolska)
- 1983. Alejandro Flores (Čile)
- 1985. Jose Amengual (Španjolska)
- 1987. Renzo Mazzarri (Italija)
- 1989. Renzo Mazzarri (Italija)
- 1992. Renzo Mazzarri (Italija)
- 1994. Jose Vińa (Španjolska)
- 1996. Pedro Carbonell (Španjolska)
- 1998. Alberto March (Španjolska)
- 2000. Pedro Carbonell (Španjolska)
- 2002. Pedro Carbonell (Španjolska)
- 2004. Stefano Bellani (Italija)
- 2006. Patricio Saez (Čile)
- 2008. Joseba Kerejeta (Španjolska)
- 2010. Daniel Gospić (Hrvatska)

## Svjetski prvaci (ekipno)
- 1957. Italija
- 1958. Francuska
- 1959. Španjolska
- 1960. Italija
- 1961. Španjolska
- 1963. Francuska
- 1965. Francuska
- 1967. Kuba
- 1969. Italija
- 1971. Čile
- 1973. Španjolska
- 1975. Brazil
- 1981. Italija
- 1983. Čile
- 1985. Španjolska
- 1987. Italija
- 1989. Italija
- 1992. Italija
- 1994. Španjolska
- 1996. Španjolska
- 1998. Italija
- 2000. Španjolska
- 2002. Španjolska
- 2004. Čile
- 2006. Portugal
- 2008. Španjolska
- 2010. Hrvatska